# 9990 Niiyaeki
9990 Niiyaeki è un asteroide della fascia principale. Scoperto nel 1997, presenta un'orbita caratterizzata da un semiasse maggiore pari a 2,8282578 au e da un'eccentricità di 0,0865159, inclinata di 2,09730° rispetto all'eclittica.
L'asteroide è dedicato alla stazione ferroviaria di Ōzu chiamata Niiya Eki.